# Estônia nos Jogos Olímpicos de Inverno de 1998
A Estônia mandou 20 competidores para os Olimpíadas de Inverno de 1998, em Nagano, no Japão. A delegação não conquistou nenhuma medalha.